# Aleksandr Stavpec
Aleksandr Aleksandrovič Stavpec (in russo Александр Александрович Ставпец?; Orël, 4 luglio 1989) è un calciatore russo, centrocampista svincolato.

## Carriera

### Club
Ha giocato nella prima divisione russa.

### Nazionale
Ha giocato nelle nazionali giovanili russe Under-17, Under-19 ed Under-21.